# Grande Édition de Marx et d'Engels
La Grande Édition Marx et Engels (GEME) est un vaste projet collectif qui englobe une nouvelle traduction française de l'ensemble des œuvres, articles, manuscrits, correspondance de Karl Marx et Friedrich Engels, ainsi que leur publication sous formes papier et électronique. Il s'agirait de la première édition complète en langue française.
L'association GEME, présidée par Isabelle Garo, a été créée pour mener à bien ce travail scientifique. 
En 2012, le projet semblait abandonné ou en suspens, puisque seuls deux petits livres avaient été publiés en quatre ans d'existence, mais à la suite notamment de la mise au programme de l'agrégation de philosophie 2015 d'ouvrages de Marx, la GEME a repris le travail éditorial et livré au public en octobre 2014 deux nouveaux volumes, L'idéologie allemande (Chapitres I et II) et la Contribution à la critique de l'économie politique.
Depuis 2008, onze ouvrages de la GEME sont parus aux nouvelles Éditions sociales dans une collection dédiée,.
La GEME poursuit un travail similaire à celui de la MEGA (Marx-Engels-Gesamtausgabe). La MEGA première série a été initiée par David Riazanov, qui fut arrêté puis exécuté sous Staline. La seconde série, commencée en 1975, MEGA 2, contiendra quand elle sera achevée tous les écrits publiés par Marx et Engels durant leur vie, ainsi que de nombreux manuscrits et lettres non publiés.

## Publication de la GEME
- Karl Marx, Critique du programme de Gotha, coll. « Geme », les éditions sociales, 2008, 144 p.  (ISBN 9782353670017)
- Karl Marx, Le chapitre VI. Manuscrits de 1863-1867. Le Capital, livre 1, coll. « Geme », les Éditions sociales, 2010, 288 p.  (ISBN 9782353670055)
- Karl Marx, Friedrich Engels, Joseph Weydemeyer, L’Idéologie allemande (1er et 2e chapitres), coll. « Geme », Les Éditions sociales, Paris, 2014, 504 p.  (ISBN 9782353670178)
- Karl Marx, Contribution à la critique de l’économie politique précédée de l’Introduction de 1857, coll. « Geme », les Éditions sociales, Paris, 2014, 288 p.  (ISBN 9782353670185)
- Friedrich Engels, Écrits de jeunesse, tome 1 : 1839-1842, coll. « Geme », les Éditions sociales, Paris, 2015, 432 p.  (ISBN 9782353670109)
- Friedrich Engels, Écrits de jeunesse, tome 2 : Manchester, 1842-1844, coll. « Geme », les Éditions sociales, Paris, 2018, 360 p.  (ISBN 9782353670116)
- Karl Marx, Contribution à la critique de la philosophie du droit de Hegel, coll. « Geme », les Éditions sociales, Paris, 2018, 348 p.  (ISBN 9782353670307)
- Friedrich Engels, Karl Marx, Annales franco-allemandes, coll. « Geme », les Éditions sociales, Paris, 2020, 322 p.  (ISBN 9782353670321)
- Friedrich Engels, Socialisme utopique et socialisme scientifique, coll. « Geme », les Éditions sociales, Paris, 2021, 128 p.  (ISBN 9782353670642)
- Karl Marx, Friedrich Engels, Les articles du New-York Daily Tribune (volume 1, 1851-1852), coll. « Geme », les Éditions sociales, Paris, 2022, 263 p.  (ISBN 9782353670932)
- Karl Marx, Le Capital, livre 2, coll. « Geme », les Éditions sociales, Paris, 2024, 832 p.  (ISBN 9782353670468)

## Associés
- les Éditions sociales
- l'Association GEME
- l'Université Paris 1 (Centre de recherche de l'histoire des systèmes de pensée moderne)
- l'Université de Dijon (Centre Georges Chevrier ; La maison des sciences de l'homme de Dijon)
- la Marx-Engels-Gesamtausgabe
- le Centre national du livre
- la Fondation Gabriel-Péri

La liste n'est pas close.